# Heinrich Borgmann
Heinrich Borgmann (5 de agosto de 1912 - 5 de abril de 1945) foi um oficial alemão que serviu durante a Segunda Guerra Mundial. Foi condecorado com a Cruz de Cavaleiro da Cruz de Ferro.

## Condecorações
| Cruz de Ferro 2ª Classe                          |
| Cruz de Ferro 1ª Classe                          |
| Folhas de Carvalho nº 71 11 de fevereiro de 1942 |